# (10311) Fantin-Latour
Pour les articles homonymes, voir Fantin-Latour.
(10311) Fantin-Latour est un astéroïde de la ceinture principale.

## Description
(10311) Fantin-Latour est un astéroïde de la ceinture principale. Il fut découvert par Eric Walter Elst le 16 août 1990 à l'ESO. Il présente une orbite caractérisée par un demi-grand axe de 2,85 UA, une excentricité de 0,0117 et une inclinaison de 2,72° par rapport à l'écliptique.
Il fut nommé en hommage au peintre français Henri Fantin-Latour (1836-1904).

## Compléments